# زينا ماريا كاردمان
زينا ماريا كاردمان (بالإنجليزية: Zena Maria Cardman) وهي مرشحة للعمل في ناسا لعام 2017.

## تعليمها
أقامت كاردمان لفترة طويلة في ويليامزبرغ (فرجينيا) وتخرجت من مدرسة بروتون الثانوية في لايتفووت، حصلت على درجة الماجستير في العلوم في الأحياء البحرية، وعلى بكالوريوس العلوم في علم الأحياء كما حصلت على شهادة في الشعر والكتابة الإبداعية وفي الكيمياء في جامعة ولاية كارولينا الشمالية في تشابل هيل. وتعمل حالياً للحصول على درجة الدكتوراه في علوم الأرض في جامعة ولاية بنسلفانيا.

## مشاركتها مع ناسا
شاركت كاردمان لعدة سنوات في بعثات ناسا التناظرية، بما في ذلك مشروع أبحاث بحيرة البحيرات من (2008 - إلى 2015) ومن (2016- إلى 2017).

## وصلات خارجية
- Zena Cardman's website